# Trapa bicornis
Trapa bicornis är en fackelblomsväxtart som beskrevs av Pehr Osbeck. Trapa bicornis ingår i släktet sjönötter, och familjen fackelblomsväxter.

## Underarter
Arten delas in i följande underarter:
- T. b. acornis
- T. b. bispinosa

## Bildgalleri

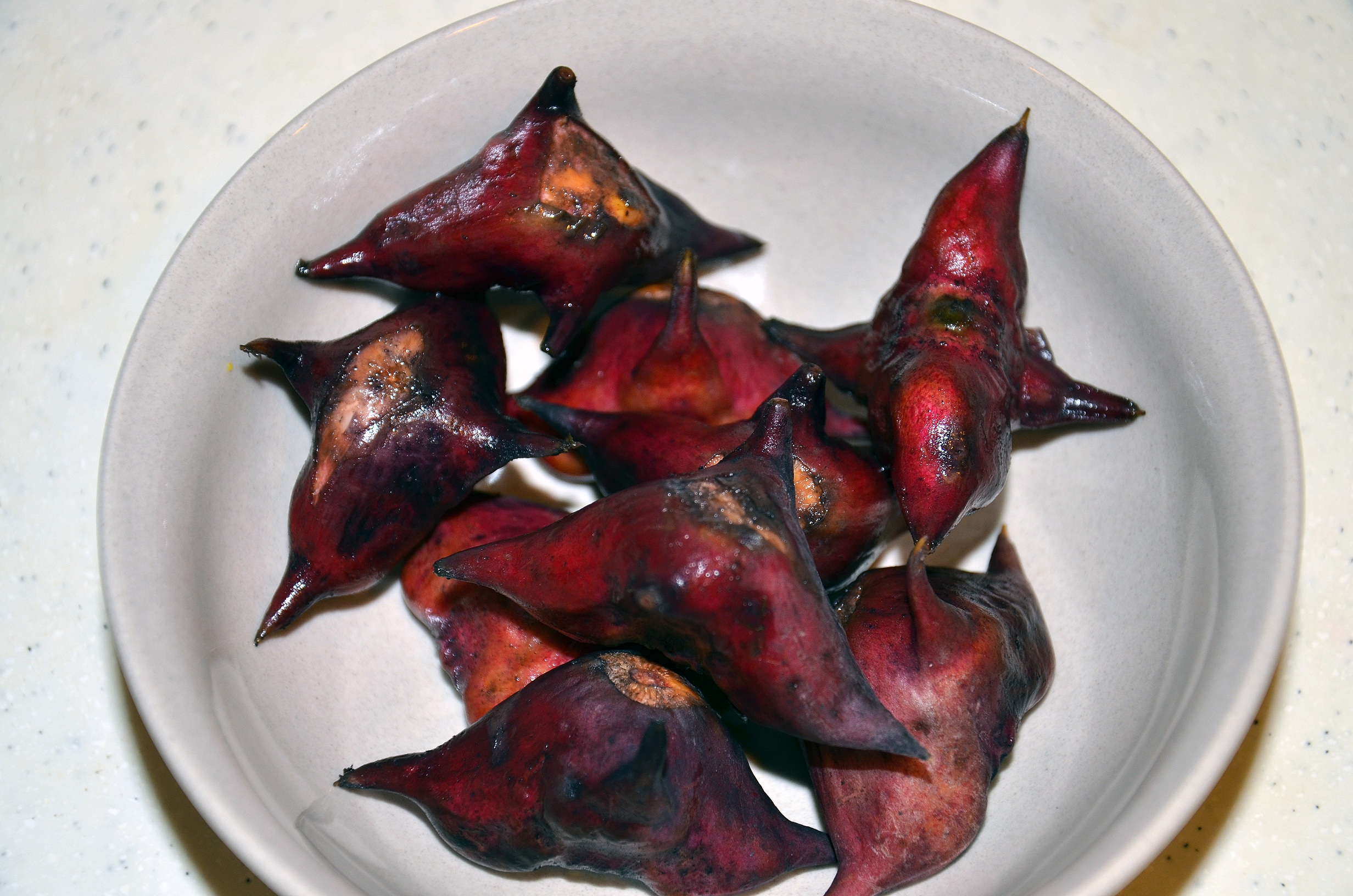
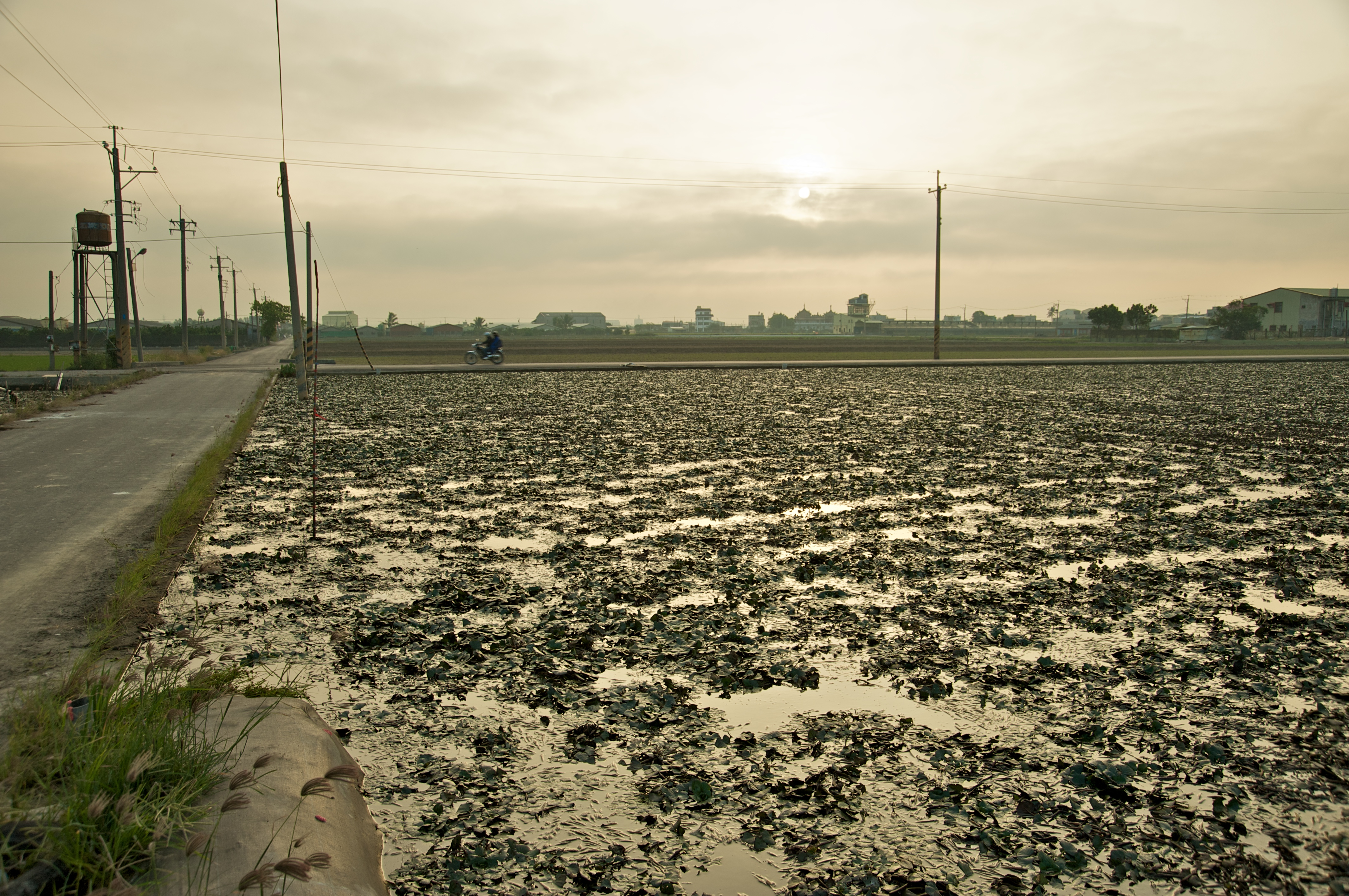